# Nyjah Huston
Nyjah Huston, född 30 november 1994, är en professionell amerikansk skateboardåkare.
Vid fem års ålder började Huston skejta. 2005 blev han den yngsta person som deltagit i tävlingen X Games.2012 vann han 6 av 9 Street League cuper. Huston sponsrades tidigare bland annat av Element Skateboards, men i december 2008 lämnade han Element, och i juli 2009 startade han sitt eget skateboardföretag, I&I Skateboards. Vid olympiska spelen 2024 tog han brons i street.